# 큰도가머리박쥐
큰도가머리박쥐 또는 다베네사냥개박쥐(Eumops dabbenei)는 큰귀박쥐과에 속하는 박쥐의 일종으로 페루의 토착종이다. 남아메리카의 토착종이다. 종소명은 부에노스 아이레스 국립박물관의 관리인의 이름을 딴 것이다.

## 특징
비교적 큰 박쥐로 성체의 몸 길이는 약 19cm이고 몸무게는 100g 정도이다. 꼬리는 굵고, 길이는 약 6cm이다. 털은 밤나무색 또는 연한 회색이고, 하체는 더 연한 색을 띤다. 귀는 넓고 비교적 짧으며, 이마 바닥의 중앙에서 서로 연결된다. 주변의 다른 도가머리박쥐류 종과 비교하면 몸집이 크고 주둥이가 짧고 넓으며, 콧구멍은 관 형태를 형성하지 못한다. 다른 도가머리박쥐류처럼 수컷은 목구멍에 분비선을 갖고 있어서 주위 털을 적시거나 윤기를 없애는 액체를 분비한다.

## 분포 및 서식지
큰도가머리박쥐는 남아메리카 두 군데 지역에서 알려져 있다. 북부 개체군은 베네수엘라와 콜롬비아에 알려진 반면에 남부 개체군은 볼리비아와 파라과이, 아르헨티나에서 발견된다. 표본 한 점이 브라질 남서부 판타나우 습지 남부에서 발견된 기록이 있다. 알려진 아종은 없다. 열대 우림에 군데군데 산재한 낮은 지대 식생 서식지의 해발 최대 1100m 지역에서 알려져 있다.

## 생태
큰도가머리박쥐는 식충성 동물로 나무 구멍과 집과 같은 인공 건축물 속에 거꾸로 매달려 생활한다. 먹이를 구할 때 "찢어지는 듯한 날카로운" 소리를 내는 것으로 보고된 적이 있다. 생식에 대해서는 거의 알려져 있지 않지만 새끼가 12월과 1월 사이에 관찰된다.